# Zienia Merton
Zienia Merton (Brits-Birma, 11 december 1945 – 14 september 2018) was een Britse actrice.

## Biografie
Merton werd geboren op 11 december 1945 in Brits-Birma als dochter van een Brits-Franse koloniale ambtenaar en een Birmese danseres. Ze groeide op in Singapore, Portugal en Engeland. Ze liep school in Portugal en volgde een dansopleiding Hertfordshire. Op 11-jarige leeftijd danste ze als muis in De notenkrakersuite van Pjotr Iljitsj Tsjaikovski in de Royal Festival Hall in Londen.
Haar eerste belangrijke rol was in het Doctor Who-verhaal Marco Polo uit 1964. Verder was ze ook te zien in onder andere The Benny Hill Show, de Beatles-film Help! (1965) en The Chairman (1969) met Gregory Peck in de hoofdrol.
Haar meest bekende rol is waarschijnlijk die van Sandra Benes in Space: 1999, de sciencefictionserie geproduceerd door Gerry Anderson en Sylvia Anderson tussen 1973 en 1977, met Martin Landau, Barbara Bain, Barry Morse en Catherine Schell. In 1999 hernam Merton deze rol in de kortfilm Message from Moonbase Alpha. De film werd vertoond tijdens de sluitingsceremonie van de Breakaway 1999-conventie in Los Angeles op 13 september 1999, de datum waarop de maan in de pilootaflevering van de originele televisieserie uit de baan om de aarde wordt gekatapulteerd.
Na Space: 1999 verscheen Merton in veel populaire Britse televisieseries waaronder Grange Hill, Return of the Saint, Bergerac, Angels, Tenko, Dempsey & Makepeace, Lovejoy, Crime Traveller, Doctors, Casualty, EastEnders, The Bill, Judge John Deed, Coronation Street en Wire in the Blood.
Merton overleed op 14 december 2018 op 72-jarige leeftijd aan kanker.